# Jake Goldsbie
Jake Goldsbie est un acteur canadien né le 8 août 1988 à Toronto, Canada. 

## Biographie
Il est connu pour son rôle de Toby Isaacs dans la série télévisée Degrassi : La Nouvelle Génération. Il tient le rôle de Toby pendant 5 saisons ensuite on le voit pendant les saisons 6 et 7 dans le rôle de Toby, puis on le voit en guest star durant la saison 8.